# جانوران باربر

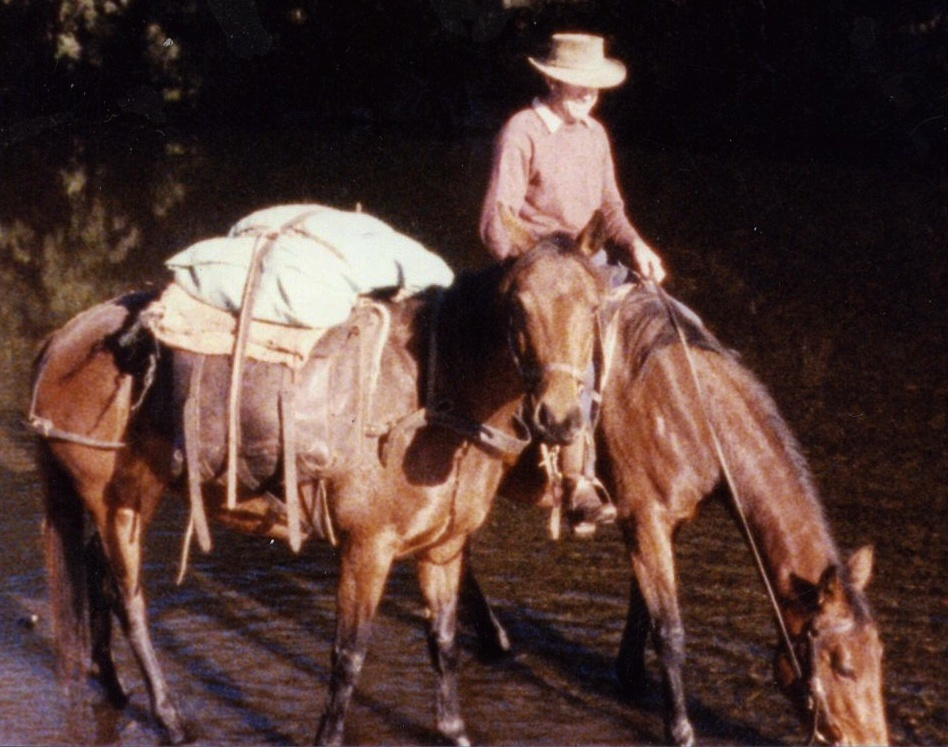

این مقاله دربارهٔ جانورانی است که برای حمل مواد مورد استفاده قرار می‌گیرند. برای جانورانی که به صورت دسته‌جمعی زندگی می‌کنند و با هم شکار می‌کنند، به شکارچی دسته‌ای مراجعه کنید.
بسته‌بندی اسب با زین پک سنتی استرالیایی انجام می‌شود.

## جانور بارکش
جانور بارکش، که به عنوان حیوان بارکش نیز شناخته می‌شود، یک فرد یا نوع حیوان کاری است که توسط انسان به عنوان وسیله‌ای برای حمل و نقل مواد با چسباندن آنها استفاده می‌شود تا وزن آنها بر پشت حیوان تحمل شود، برخلاف جانورانی که بار را می‌کشند. بارگیری می‌کنند اما حمل نمی‌کنند.
جانوران دسته‌جمعی سنتی متنوع هستند از جمله شتر، بز، یاک، گوزن شمالی، گاومیش آبی، و لاما و همچنین جانوران بارکش آشناتر مانند سگ، اسب، الاغ و قاطر.
جانوران باربر ذاتاً بردبار، هوشیار و پرطاقت هستند، می‌توانند از مسیرهای سخت‌گذر بگذرند.
- قاطرها در شمال آفریقا، بورما، فیلیپین و در ایتالیا به کار گرفته می‌شدند. آن‌ها همچنین برای ترابری تدارکات به جاهای کوهستانی به‌کار می‌روند.

## نامگذاری
اصطلاح حیوان بارکش به‌طور سنتی برخلاف جانور بارکش استفاده می‌شود، که حیوان کاری است که به‌طور معمول به جای حمل مستقیم محموله بر روی پشت خود باری را پشت سر خود می‌کشد (مانند گاوآهن، گاری، سورتمه یا کنده سنگین).برای مثال، سگ‌های سورتمه بارها را می‌کشند اما معمولاً آن‌ها را حمل نمی‌کنند، در حالی که فیل‌های کار برای قرن‌ها برای بیرون کشیدن کنده‌ها از جنگل‌ها استفاده می‌شوند.
اصطلاح جانور بسته همچنین می‌تواند درباره جانورانی گفته شود که به‌طور طبیعی به صورت دسته جمعی در طبیعت زندگی می‌کنند و شکار می‌کنند، مانند گرگ، کفتار، سگ و غیره، یعنی شکارچیان گله.

## گوناگونی
جانوران گله‌ای سنتی عبارتند از: شتر،گاومیش اهلی، گوزن شمالی، بز،بوفالوهای آبی و لاما،و اعضای اهلی خانواده اسب‌ها از جمله اسب، الاغ و قاطر.گاهی می‌توان از سگ‌ها برای حمل بارهای کوچک استفاده کرد.

## دسته‌بندی جانوران بر اساس منطقه
قطب شمال - گوزن شمالی و سگ سورتمه
آفریقای مرکزی و آفریقای جنوبی - گاو، قاطر، الاغ
اوراسیا - الاغ، گاو، اسب، قاطر
آسیای مرکزی - شترهای باختری، یاک‌ها، اسب‌ها، قاطرها، الاغ‌ها
جنوب و جنوب شرق آسیا - گاومیش‌های آبی، گاومیش‌ها، فیل‌های آسیایی
آمریکای شمالی - اسب، قاطر، الاغ، بز
شمال آفریقا و خاورمیانه - درومدری، اسب، الاغ، قاطر، گاو
اقیانوسیه - الاغ، اسب، درام، قاطر، گاو
آمریکای جنوبی - لاماها، الاغ‌ها، قاطرها

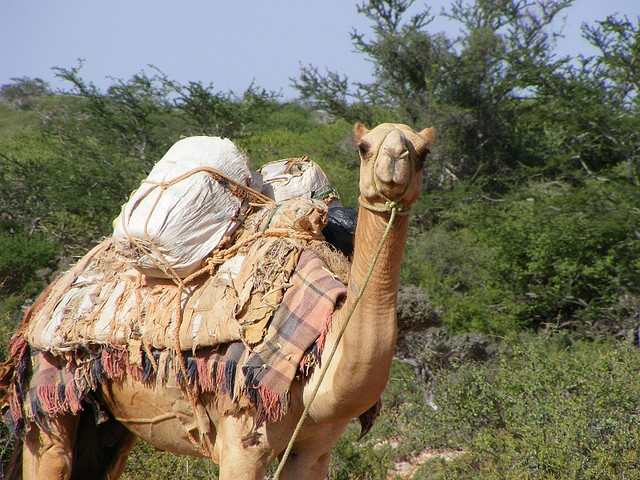
یک شتر باربر در ایل، سومالی.

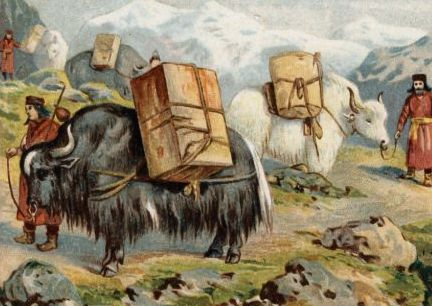
آگهی سال ۱۹۰۰ که در تبت قایق‌ها را نشان می‌دهد

## استفاده
حمل و نقل کالا در واگن‌ها با اسب و گاو به تدریج استفاده از اسب‌های بارکش را که تا قرون وسطی مهم بود، تا قرن شانزدهم جایگزین کرد.
حیوانات بارکش ممکن است با زین بسته شوند و همچنین ممکن است کیسه‌های زین حمل کنند.از طرف دیگر، یک جفت مواد وزن دار (اغلب به صورت متقارن قرار می‌گیرند) تابه نامیده می‌شوند.
در حالی که استفاده سنتی از حیوانات بارکش توسط قبایل عشایری رو به کاهش است، بازار جدیدی در صنعت سفرهای توریستی در مناطقی مانند کوه‌های بلند اطلس مراکش در حال رشد است که به بازدیدکنندگان اجازه می‌دهد تا با حیوانات کوله‌پشتی کنند.
استفاده از حیوانات بارکش «به عنوان وسیله ای معتبر برای مشاهده و تجربه» برخی از پارک‌های ملی در آمریکا، مشروط به دستورالعمل‌ها و مناطق بسته در نظر گرفته می‌شود.
در قرن بیست و یکم، نیروهای ویژه راهنمایی‌هایی را در مورد استفاده از اسب، قاطر، لاما، شتر، سگ و فیل به عنوان حیوانات باربر دریافت کردند.

### ظرفیت حمل بار
حداکثر بار برای یک شتر تقریباً ۳۰۰ کیلوگرم است.
یاک‌ها بسته به منطقه متفاوت بارگیری می‌شوند. در سیچوان، ۱۶۵ پوند (۷۵ کیلوگرم) برای ۳۰ کیلومتر در ۶ ساعت حمل می‌شود. در چینگهای، در ارتفاع ۴۱۰۰ متری، بسته‌های تا ۶۶۰ پوند (۳۰۰ کیلوگرم) به‌طور معمول حمل می‌شوند، در حالی که تا ۸۶۰ پوند (۳۹۰ کیلوگرم) توسط سنگین‌ترین فرمان‌ها برای دوره‌های کوتاه حمل می‌شوند.
لاماها می‌توانند تقریباً یک چهارم وزن بدن خود را تحمل کنند، بنابراین یک مرد بالغ با وزن ۴۴۰ پوند (۲۰۰ کیلوگرم) می‌تواند حدود ۱۱۰ پوند (۵۰ کیلوگرم) را حمل کند.
بارهای اکوید مورد مناقشه است. ارتش ایالات متحده حداکثر ۲۰ درصد وزن بدن را برای قاطرهایی که تا ۲۰ مایل در روز در کوهستان راه می‌روند، تعیین می‌کند که تا حدود ۲۰۰ پوند (۹۱ کیلوگرم) بار می‌آورد. با این حال، یک متن ۱۸۶۷ باری را تا ۸۰۰ پوند (۳۶۰ کیلوگرم) ذکر کرده‌است. در هند، قوانین پیشگیری از ظلم (۱۹۶۵) وزن قاطرها را به ۴۴۰ پوند (۲۰۰ کیلوگرم) و پونی‌ها را به ۱۵۴ پوند (۷۰ کیلوگرم) محدود می‌کند.
گوزن شمالی می‌تواند تا ۴۰ کیلوگرم را برای مدت طولانی در کوهستان حمل کند.

## در ادبیات فارسی
در ادبیات فارسی از جانوران باربر با احترام یاد می‌شود، به‌طور مثال سعدی در گلستان می‌گوید:
| مسکین خر اگر چه بی تمیز است |  | چون بار همی برد عزیز است |
| گاوان و خران بار بردار      |  | به ز آدمیان مردم آزار    |